# Islamocantharis
Islamocantharis es un género de escarabajos de la familia Cantharidae. En 1978 Wittmer & Magis describió el género. Contiene las siguientes especies:
- Islamocantharis auroraensis Kazantsev, 1989
- Islamocantharis businskae Wittmer, 1997
- Islamocantharis diffusa Wittmer & Magis, 1978
- Islamocantharis johanidesi Svihla, 2004
- Islamocantharis orientalis  Wittmer & Magis, 1978